# Leonard Slatkin
Leonard Edward Slatkin (Los Ángeles, California, Estados Unidos, 1 de septiembre de 1944) es un director de orquesta estadounidense. Durante muchos años dirigió la Orquesta Sinfónica de San Luis y ha tendio una relación estrecha con la Orquesta Sinfónica de Detroit. 
Nació en una familia musical proveniente de Ucrania, el nombre original era "Zlotkin". Su padre, el violinista Felix Slatkin fue el fundador del célebre Hollywood String Quartet; su madre Eleanor Aller fue la chelista del cuarteto. Su hermano Frederick Zlotkin es chelista. De hecho, por rama materna son cellistas de cuarta generación, su tío abuelo Modest Atschuler (Aller) estrenó Souvenir de Florencia de Chaikovski en San Petersburgo y en 1900 fundó la Orquesta Sinfónica Rusa.
Estudió en Bloomington en la Universidad de Indiana y en Juilliard School debutando en 1966 con la New York Youth Symphony; en 1968, Walter Susskind lo nombró asistente de la Orquesta Sinfónica de San Luis, donde permaneció hasta 1977.
Trabajó en Nueva Orleans y San Francisco y en 1979 regresó a San Luis como director general de la orquesta, entidad que llevó a gran notoriedad hasta su despedida en 1996 cuando asumió el cargo de director de la Orquesta Sinfónica Nacional (Estados Unidos) en Washington.
Dirigió la Orquesta de Cleveland entre 1990-1999 y la Orquesta Sinfónica Nacional entre 1996-2008.
Dirigió la Orquesta Sinfónica de Detroit, desde 2008-2009 y desde 2011 hasta la actualidad (2016), es director de la Orquesta Sinfónica de Lyon.

## Vida privada
Se casó en tres ocasiones. Primero con Beth Gootee, luego  Jerilyn Cohen, y con la soprano Linda Hohenfeld, en 1986, madre de su hijo Daniel. En 2008, Slatkin y Hohenfeld se separaron.